# Cryptanura maculifrons
Cryptanura maculifrons là một loài tò vò trong họ Ichneumonidae.